# 山澤進
山澤 進（やまざわ すすむ、1930年（昭和5年）1月5日 - 2025年（令和7年）5月4日）は、日本の実業家。ヤマザワ名誉会長。2010年旭日小綬章受章。

## 人物・来歴
山形県山形市出身。6人兄弟の3男として生まれる。
1952年に東根町（現：東根市）に山澤薬局を開業。1962年にヤマザワを設立し、山形駅前大通りに県内初のスーパーマーケットを開業する。以来、多店舗化を進め、山形県を代表するスーパーマーケットチェーンに育て、1994年に株式を店頭公開した（2005年、東証2部を経て同1部に指定替え）。2007年に代表取締役会長に退く。
2019年2月20日、山澤を含む社内取締役9人と社外取締役2人の全員出席で開かれた取締役会で、山澤の代表権解任の緊急動議が出され、山澤を除き、賛成9人、反対1人で可決され、取締役会長となった。ヤマザワは代表権解任の理由として「高齢により、代表取締役として適切な職務遂行の継続が困難な状況にあるため」と説明した。山澤の代表権解任でヤマザワの代表権は娘婿で山形銀行出身の古山利昭社長のみが持つこととなった。
翌日、山澤は自身の解任について山形新聞の取材に「栄枯盛衰ということか。突然のことで驚いている。取締役会長として残るので、これからも経営に関して言うべきことは言う」と話した。だが、3月25日に開催の取締役会で、取締役からも退任させる方針が決まり、その後の株主総会で名誉会長に退いた。また兼務していたヤマザワ薬品代表取締役会長など関連会社役員も退任した。ヤマザワは取締役退任の理由について「正常な経営判断ができないと判断した」などと説明した。
2003年から、7年間にわたり山形商工会議所会頭を務めたほか、2007年に山形大学山澤進奨学金「山形俊才プロジェクト」を創設。1000万以上20年間寄付するとしている。
2019年6月、新会社「青田健康ランド」を設立し、山形市青田にあるの日帰り温泉施設「臥龍温泉保養センター」の経営に乗り出した。日帰り温泉の経営に乗り出した理由について山澤は、「温泉は体にいいから」と答えている。
2025年5月4日、老衰のため山形市内の病院で亡くなった。95歳没。没日付を以て従五位に叙された。

## 略歴
- 山形市立商業高等学校卒業。
- 1949年（昭和24年）- 東北薬学専門学校（現：東北医科薬科大学）卒業。
- 1951年（昭和26年）- 東北大学工学部非水溶液化学研究所研究科修了。
- 1952年（昭和27年）- 山澤薬局開業。
- 1962年（昭和37年）- 株式会社ヤマザワ設立。社長。
- 2003年（平成15年）- 山形商工会議所会頭。
- 2007年（平成19年）- ヤマザワ代表取締役会長
- 2010年（平成22年）- 山形商工会議所会頭退任。
- 2019年（平成31年）
  - 3月 - ヤマザワ取締役会長。
  - 5月 - ヤマザワ名誉会長。

## 著書・自叙伝
- 『道程 : わが半生の記』雪国社、1990年。
- 『わが青春時代山形市七日町商店街 : 商いへの出発点』みちのく書房、1998年。ISBN 4944077378
- 小形利彦『創る拓く』山澤進、2017年。